# Margarete Schütte-Lihotzky

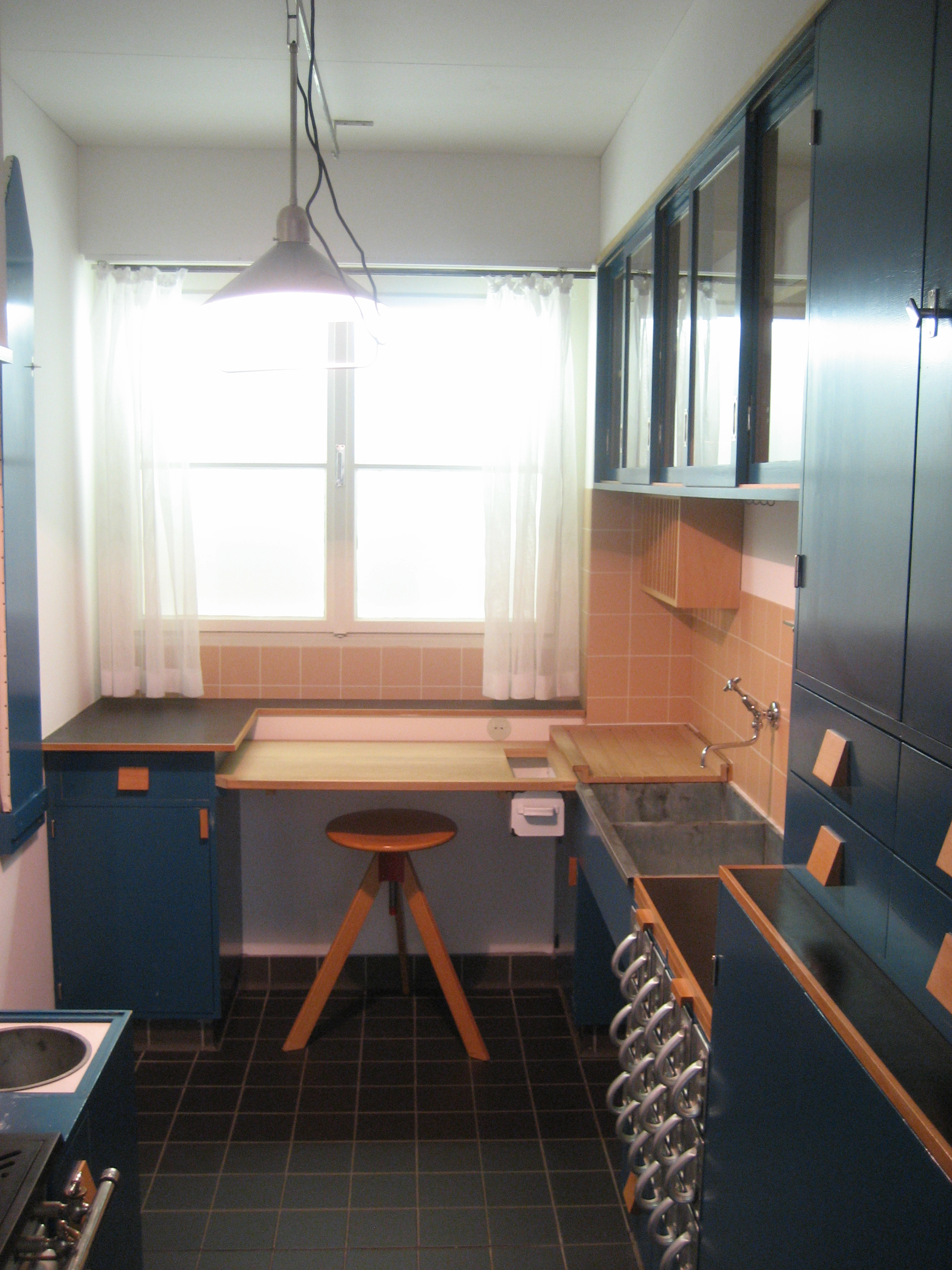
Cucina di Francoforte

Margarete Lihotzky, detta Grete (Vienna, 23 gennaio 1897 – Vienna, 18 gennaio 2000), è stata una designer e architetta austriaca.

## Biografia
Nata in una famiglia benestante e progressista, si iscrive al corso di grafica nel 1915 alla K. K. Kunstgewerbeschule (Scuola Imperial Regia di Arti e Mestieri) prima con l'intenzione di diventare illustratrice, quindi disegnatrice di mobili e optando infine per l'architettura. Durante gli studi manifesta già il suo interesse femminista volto alla razionalizzazione del lavoro domestico vincendo un concorso indetto nel 1917 dalla Camera dell'Industria e Commercio di Vienna per una cucina abitabile. Si diploma nel luglio del 1919 con Oskar Strnad, nel cui studio aveva già lavorato nell'estate del 1918 su progetti di Siedlungen (quartieri) e di teatri.
Apre un proprio studio professionale nella Hofburg e inizia i primi progetti di arredi e di complessi urbani. In febbraio-aprile 1921 collabora con Adolf Loos al progetto della Siedlung Friedenstadt, residenze per invalidi e veterani della prima guerra mondiale, e pubblica il suo primo articolo, "L'arredamento delle case austriache, in particolare quelle delle Siedlungen", nella rivista "Schlesisches Heim" diretta da Ernst May. Nel periodo 1921-24 collabora con Ernst Egli su progetti di residenze e asili infantili per la Siedlung Eden e sviluppa propri progetti di orti familiari, prototipi di cucine e case, fra cui la Kernhaus (casa nucleo), nonché alcune abitazioni popolari nel Winarskyhof. Uccisi entrambi i genitori dalla tubercolosi (1923-24), si ammalanno a facutroiani e anche lei e viene ricoverata (1924-25) nel sanatorio di Grimmenstein.
Nel 1926, dopo avere esposto alla Fiera di Vienna il progetto di un sanatorio, viene chiamata dall'assessore-urbanista Ernst May all'Ufficio Edilizia (Hochbauamt) del Comune di Francoforte sul Meno, dove continua a occuparsi di razionalizzazione del lavoro domestico e di nuove tipologie residenziali. Realizza le prime cucine standardizzate per le Siedlungen di Bruchfeldstrasse, Praunheim e Ginnheim, che le serviranno a mettere a punto la famosa "Frankfurter Küche" (Cucina di Francoforte), uno dei più significativi risultati del funzionalismo e dell'Existenzminimum, vero archetipo delle odierne cucine componibili.
La Cucina di Francoforte è caratterizzata da:
- razionalizzazione degli spazi secondo i principi dell'economia domestica;
- distribuzione degli elementi secondo uno schema a "U" che permette al fruitore la massima libertà di movimento;
- spazio ristretto, sufficiente solo per una persona, per abbreviare i tragitti necessari durante il lavoro;
- materiali e dettagli studiati con cura per assolvere a funzioni ben precise.

Nel 1927 sposa un collega d'ufficio, l'architetto Wilhelm Schütte, assumendo il cognome di Schütte-Lihotzky. Gli anni successivi fino alla fine della seconda guerra mondiale vedono Grete continuare a occuparsi - con progetti, consulenze, conferenze, mostre e articoli - di abitazioni popolari, servizi sociali (asili e scuole materne, circoli ricreativi, lavanderie centralizzate, ecc.) e in genere del miglioramento della condizione femminile. Realizza due case unifamiliari nella Werkbundsiedlung di Vienna (1930-32). Convinta sostenitrice del comunismo, viaggia e risiede per lavoro in URSS (1930-37), Giappone e Cina (1934). Nel 1937 il clima politico sfavorevole la costringe con il marito a lasciare Mosca per Parigi, dove rimane un anno, e poi per Londra e Istanbul (su consiglio di Bruno Taut), dove aderisce a un gruppo antifascista austriaco. Nel 1940, rientrata a Vienna per curare il collegamento con l'estero della resistenza austriaca, viene arrestata dalla Gestapo, processata e condannata a quindici anni di prigione (l'accusa aveva chiesto la pena di morte). Liberata dalle truppe americane nel 1945, deve tornare in sanatorio per curare la tubercolosi riapparsa durante la prigionia. Nel 1946 è in Bulgaria, dove crea presso l'Ufficio Comunale per l'Edilizia di Sofia un settore specifico per gli arredi e le strutture per l'infanzia. A Sofia è raggiunta finalmente dal marito Wilhelm che aveva trascorso il periodo bellico in Turchia e tornano assieme a Vienna (1947).
Negli anni della ricostruzione postbellica la Schütte-Lihotzky organizza mostre ("Vienna ricostruisce", 1947: "Vienna 1848", 1948) e viene eletta prima presidentessa dell'Unione delle donne democratiche austriache, partecipando a numerosi congressi internazionali. Realizza edifici per la Kärntner Volksverlages (Casa Editrice Popolare della Carinzia, con Fritz Weber, 1948-50), tre monumenti alla Resistenza (1948-53) e a Vienna un edificio residenziale comunale in Barthgasse (1949) e un asilo in Kapaunplatz (1950).
Si separa dal marito nel 1951. Costruisce un edificio residenziale comunale in Schüttelstrasse (Vienna, 1952-56) e la casa editrice Globus (con l'ex-marito Wilhelm Schütte, Fritz Weber e Karl Eder, Vienna 1953-56). Viaggia per studio e lavoro in Cina (1956), URSS (Congresso UIA, 1958), Cuba (1961 e 1963) e DDR (1966). Costruisce a Vienna gli Asili Infantili Diurni di Rinnböckstrasse (1961-63) e la propria abitazione in Franzengasse (1967-69), dove si trasferisce dopo l'ennesimo periodo di cura in sanatorio.
È giunto il momento dei riconoscimenti ufficiali: Premio di Architettura della Città di Vienna (1980), Medaglia Prechtl del Politecnico di Vienna (1985), membro onorario della Scuola Superiore di Arti Applicate (1987), dottorato honoris causa del Politecnico di Graz (1989), premio IKEA alla carriera (1989), membro onorario della Scuola Superiore per le Arti Figurative di Amburgo (1991), dottorato honoris causa del Politecnico di Monaco di Baviera (1992), Medaglia d'oro d'onore della Capitale Federale Vienna (1992), Onorificenza Austriaca per la Scienza e l'Arte (1993) e in occasione del compimento dei centesimo anno la Ehrenkreuz d'oro, massima onorificenza della Repubblica Austriaca (1997).
Si susseguono anche le mostre: Donne Architetto in Austria 1900-1987 (Vienna e varie città USA, 1987-89); la Cucina di Francoforte ricostruita fedelmente esposta al MAK, Museo di Arte Applicata (Vienna 1990-91); mostra antologica e catalogo generale delle sue opere al MAK (Vienna 1993); mostra e convegno internazionale al Politecnico di Milano ("Margarete Schütte-Lihotzky: una donna progettista per l'architettura sociale", 1996), alla cui inaugurazione partecipa lei stessa, quasi centenaria. Torna a Milano nel 1998 per la presentazione all'Istituto Austriaco di Cultura della traduzione italiana della sua autobiografia "Ricordi della Resistenza. La vita combattiva di una donna architetto dal 1938 al 1945", Firenze 1997 ("Erinnerungen aus dem Widerstand 1938-1945. Das Kämpferische Leben einer Architektin", Amburgo 1985, Vienna 1994).
Margarete Schütte-Lihotzky muore per complicazioni influenzali cinque giorni prima di compiere i 103 anni. Viene sepolta al Zentralfriedhof (Gruppe 33 G, Nummer 28) di Vienna.